# Tabuda planiceps
Tabuda planiceps är en tvåvingeart som först beskrevs av Friedrich Hermann Loew 1872.  Tabuda planiceps ingår i släktet Tabuda och familjen stilettflugor. Inga underarter finns listade i Catalogue of Life.